# Steffen Freund
Steffen Freund (* 19. Januar 1970 in Brandenburg (Havel), Bezirk Potsdam, DDR) ist ein ehemaliger deutscher Fußballspieler und -trainer.

## Sportliche Laufbahn

### Gemeinschafts- und Vereinsstationen
Freund begann als Sechsjähriger bei der BSG Motor Süd Brandenburg. Als Schüler wechselte er 1984 zur BSG Stahl Brandenburg, bei der er vom Juniorenbereich bis in die DDR-Oberligamannschaft aufstieg.
1991 wechselte er in die Fußball-Bundesliga zum FC Schalke 04 und wurde dort zu einem wichtigen Mittelfeldspieler. Aus finanziellen Gründen wurde Freund 1993 an Borussia Dortmund verkauft und bestritt dort bis 1999 117 Bundesligaspiele. Er wurde mit dem Verein 1995 und 1996 Deutscher Meister und 1997 Sieger der UEFA Champions League und des Weltpokals.
Im Januar 1999 wechselte er zu Tottenham Hotspur in die englische Premier League. Noch im gleichen Jahr gewann er mit Tottenham gegen Leicester City mit 1:0 den League Cup. Im Januar 2002 erlitt Freund seinen zweiten Kreuzbandriss und schaffte es danach nicht, sich wieder ins Team zu kämpfen. Nach einem kurzen Gastspiel beim 1. FC Kaiserslautern 2003 wurde er 2004 nochmals nach England ausgeliehen und beendete seine Karriere dort bei Leicester City.

### Auswahleinsätze
Im Sommer 1988 belegte er mit der U-18 der DDR den 3. Platz bei der Junioren-EM in der ČSSR. Von der Fachzeitung fuwo wurde die erfolgreiche Turnierteilnahme, die den ostdeutschen Fußballern den Sprung zur U-20-WM 1989 ermöglichte, für ihn persönlich wie folgt bewertet: „Gefiel bei seinem Einsatz gegen die UdSSR (für den gesperrten Raspe) mit großer Laufbereitschaft und selbstbewußter Offensivfreude. Hat das Zeug, sich einen Stammplatz in der Mannschaft zu sichern.“ Beim Weltchampionat in Saudi-Arabien zählte er in der ostdeutschen U-20 zunächst dann tatsächlich zum Stammpersonal, musste mit seinen Teamkameraden aber bereits nach der Vorrunde die Heimreise antreten.
In der U-21-Auswahl der DDR wurde er im Mai 1989 einmal aufgeboten. In der 2. Jahreshälfte 1989 wurde Freund in die ostdeutsche Olympiaauswahl berufen, mit der er bis zum Frühjahr 1990 mehrere Testspiele bestritt. Noch vor Beginn der Qualifikationsspiele für Olympia 1992 wurde die Mannschaft im Zuge der deutschen Wiedervereinigung zurückgezogen.
Der defensive Mittelfeldspieler absolvierte 21 Länderspiele für die deutsche Fußballnationalmannschaft und gewann mit dem Team die Fußball-Europameisterschaft 1996 in England. Dort wirkte er bis zu einer schweren Knieverletzung in vier Spielen mit. Außerdem nahm er noch an der Fußball-Weltmeisterschaft 1998 in Frankreich teil, bei der er jedoch nicht zum Einsatz kam.

### Erfolge als Spieler
- Europameister: 1996
- Weltpokalsieger: 1997 mit Borussia Dortmund
- Champions-League-Sieger: 1997 mit Borussia Dortmund
- Deutscher Meister: 1995, 1996 mit Borussia Dortmund
- Deutscher Supercupsieger: 1995, 1996 mit Borussia Dortmund
- League Cup: 1999 mit Tottenham Hotspur
- seit Dezember 2009 Mitglied der Hall of Fame der Tottenham Hotspur

## Trainerlaufbahn
Neben einer Tätigkeit (bis November 2010) als ehrenamtlicher Nachwuchsleiter und E-A Juniorentrainer beim ESV Lok Elstal (Landkreis Havelland) übernahm Freund am 1. September 2007 den Posten des Assistenztrainers von Frank Engel bei der deutschen U-20-Nationalmannschaft. Für den Afrika-Cup 2008 unterstützte er als Co-Trainer den Nationaltrainer Nigerias, Berti Vogts, um daraufhin wieder als Assistenztrainer der deutschen U-20-Nationalmannschaft zu arbeiten.
Im Mai 2009 schloss er erfolgreich die Ausbildung zum Fußballlehrer ab. Am 17. Juli 2009 wurde Freund als neuer Trainer der U-16-Nationalmannschaft vorgestellt. Ein Jahr später wurde er Trainer der U-17-Nationalmannschaft, mit der er 2011 Vizeeuropameister wurde und bei der U-17-Weltmeisterschaft in Mexiko den 3. Platz belegte. Danach übernahm er beim DFB wieder den neuen U-16-Jahrgang.
Am 11. Juli 2012 kehrte er zu Tottenham Hotspur zurück und unterschrieb einen Vertrag als Co-Trainer von André Villas-Boas und ebenso mit Tim Sherwood. Anschließend war er dort von 2014 bis 2015 als internationaler technischer Koordinator im Verein tätig.

### Erfolge als Trainer
- Vizeeuropameister mit der U-17 2011
- 3. Platz bei der U-17-WM 2011

## Privates
Steffen Freund ist verheiratet, hat zwei Töchter und einen Sohn und wohnt in Dallgow-Döberitz im Ortsteil Seeburg.

## Trivia
Bis 2004 war Freund Vizepräsident der Spielergewerkschaft Vereinigung der Vertragsfußballspieler (VDV).
2006 trat Freund zusammen mit Boris Becker bei der britischen Fernsehshow They think it's all over auf, bei der auf das Finale der Weltmeisterschaft 1966 zwischen Deutschland und England, das die Engländer 4:2 gewannen, Bezug genommen wird.
2009 wurde er in die Hall of Fame der Tottenham Hotspur aufgenommen.
Seit 2011 ist Steffen Freund regelmäßig als Fußball-Experte für verschiedene Fernsehsender im Einsatz. In der Saison 2011/12 war er gemeinsam mit Jan Åge Fjørtoft und Markus Merk Experte für das Topspiel bei Sky Sport. 2013/14 war Steffen Freund Experte für den englischen Pay-TV-Sender BT Sport, wo er Spiele der Nationalmannschaft und der Fußballbundesliga analysierte. Von Juni 2015 bis November 2016 war er an der Seite von Moderator Markus Kavka der Experte für die Live-Übertragungen der UEFA European Qualifiers bei RTL Nitro. Ab 2017 gehörte Steffen Freund als Experte zum Team von 100 % Bundesliga bei Nitro. Er war bei der Europa-League-Berichterstattung von Nitro und bei Länderspielübertragungen der deutschen Fußballnationalmannschaft bei RTL als Co-Kommentator an der Seite von Marco Hagemann im Einsatz. Das Achtelfinale bei der Fußball-Europameisterschaft 2024 zwischen der Schweiz und Italien (2:0) war sein letzter Einsatz als Experte bzw. Co-Kommentator bei RTL.
Gemeinsam mit Scott Minot kommentierte Steffen Freund das Endspiel der Fußballweltmeisterschaft 2014 live für die Fahrgäste der London Underground.
Am 29. November 2020 stand Freund in der Kritik, da er u. a. gegenüber den algerisch- und marokkanisch-französischen Fußballern Nabil Bentaleb und Amine Harit die Leistungsbereitschaft mit den Worten „[…] er kann das natürlich nicht mit diesen Wurzeln“ absprach. Freund begründete seine Aussage damit, dass „[…] Armut einfach eine Rolle spielt, wie du als Mensch aufwächst und wie deine Mentalität ist“, was von einigen Seiten als rassistisch aufgefasst wurde.